# Profvoetballer van het Jaar 2009
Het Belgische gala van de Profvoetballer van het Jaar 2009 werd op 17 mei 2009 georganiseerd, in Lint. De Marokkaan Mbark Boussoufa mocht de trofee voor de tweede keer in ontvangst nemen. Barry Boubacar Copa werd uitgeroepen tot Keeper van het Jaar, Jérôme Efong Nzolo tot Scheidsrechter van het Jaar en László Bölöni tot Trainer van het Jaar.

## Profvoetballer van het Jaar
RSC Anderlecht en Standard Luik sloten de competitie af met elk 77 punten. Testwedstrijden moesten uitmaken wie kampioen zou worden. Nog voor de eerste testwedstrijd werd Mbark Boussoufa voor de tweede keer verkozen tot Profvoetballer van het Jaar. De Marokkaanse balvirtuoos scoorde en liet scoren bij paars-wit en stond er steevast in topwedstrijden. Hij haalde het in de uitslag voor de Costa Ricaan Bryan Ruiz. Een week na de uitreiking kroonde Standard zich kampioen.
Boussoufa kreeg de trofee uit handen van Ivan De Witte.

### Uitslag
| Nr. | Land                    | Winnaar           | Club                           | Ptn. |
| --- | ----------------------- | ----------------- | ------------------------------ | ---- |
| 1.  | Vlag van Marokko        | Mbark Boussoufa   | RSC Anderlecht                 | 339  |
| 2.  | Vlag van Costa Rica     | Bryan Ruiz        | AA Gent                        | 275  |
| 3.  | Vlag van Congo-Kinshasa | Dieumerci Mbokani | Standard Luik                  | 256  |
| 4.  | Vlag van België         | Steven Defour     | Standard Luik                  | 215  |
| 5.  | Vlag van Servië         | Milan Jovanović   | Standard Luik                  | 177  |
| 6.  | Vlag van België         | Mousa Dembélé     | AZ                             | 112  |
| 7.  | Vlag van Tsjechië       | Jan Polák         | RSC Anderlecht                 | 79   |
| 8.  | Vlag van België         | Marouane Fellaini | Standard Luik / Everton FC     | 71   |
| 9.  | Vlag van België         | Tom De Sutter     | Cercle Brugge / RSC Anderlecht | 61   |
| 10. | Vlag van Servië         | Miloš Marić       | AA Gent                        | 42   |

## Keeper van het Jaar
De Ivoriaanse doelman Barry Boubacar Copa werd met KSC Lokeren 7e in de competitie. Enerzijds toonde hij zich een secure doelman, die met zijn uitstekende reflexen regelmatig doelpunten voorkwam. Anderzijds was hij ook een publiekstrekker, met zijn gewaagde en vaak spectaculaire tussenkomsten speelde hij zich meermaals in de kijker. In zijn periode bij KSK Beveren stond hij bekend als een nonchalante doelman, maar bij Lokeren toonde hij in het seizoen 2008/09 over meer maturiteit te beschikken. Copa haalde het voor Mark Volders, die een sterk seizoen keepte bij Excelsior Moeskroen.
Copa kreeg de trofee uit handen van Genk-verdediger João Carlos.

### Uitslag
| Nr. | Land               | Winnaar             | Club                                | Ptn. |
| --- | ------------------ | ------------------- | ----------------------------------- | ---- |
| 1.  | Vlag van Ivoorkust | Barry Boubacar Copa | KSC Lokeren                         | 510  |
| 2.  | Vlag van België    | Mark Volders        | Excelsior Moeskroen                 | 305  |
| 3.  | Vlag van België    | Silvio Proto        | Germinal Beerschot                  | 293  |
| 4.  | Vlag van Servië    | Bojan Jorgačević    | AA Gent                             | 150  |
| 5.  | Vlag van België    | Sammy Bossut        | Zulte Waregem                       | 143  |
| 6.  | Vlag van België    | Yves De Winter      | KVC Westerlo                        | 137  |
| 7.  | Vlag van België    | Logan Bailly        | KRC Genk / Borussia Mönchengladbach | 129  |
| 8.  | Vlag van België    | Stijn Stijnen       | Club Brugge                         | 100  |
| 9.  | Vlag van Frankrijk | Bertrand Laquait    | Sporting Charleroi                  | 95   |
| 10. | Vlag van Ecuador   | Aragón Espinoza     | Standard Luik                       | 91   |

## Trainer van het Jaar
Doordat Anderlecht en Standard in de competitie met evenveel punten eindigden, leek het een logische strijd te gaan worden tussen trainers Ariël Jacobs en László Bölöni. De Roemeen Bölöni werd een jaar na de titel van Standard opnieuw eerste met de Rouches. Hij zette het werk van zijn voorganger Michel Preud'homme met succes voort en miste op een haar na de Champions League na een thriller tegen Liverpool FC. De gediplomeerde tandarts haalde het uiteindelijk voor Preud'homme, die zijn voetbalvisie na Standard ook bij liet Gent doordringen. Jacobs werd uiteindelijk pas derde.

### Uitslag
| Nr. | Land               | Winnaar            | Club                | Ptn. |
| --- | ------------------ | ------------------ | ------------------- | ---- |
| 1.  | Vlag van Roemenië  | László Bölöni      | Standard Luik       | 700  |
| 2.  | Vlag van België    | Michel Preud'homme | AA Gent             | 344  |
| 3.  | Vlag van België    | Ariël Jacobs       | RSC Anderlecht      | 314  |
| 4.  | Vlag van België    | Jan Ceulemans      | KVC Westerlo        | 172  |
| 5.  | Vlag van België    | Glen De Boeck      | Cercle Brugge       | 115  |
| 6.  | Vlag van België    | Francky Dury       | Zulte Waregem       | 113  |
| 7.  | Vlag van België    | Aimé Anthuenis     | Germinal Beerschot  | 87   |
| 8.  | Vlag van België    | Peter Maes         | KV Mechelen         | 84   |
| 9.  | Vlag van België    | Enzo Scifo         | Excelsior Moeskroen | 70   |
| 10. | Vlag van Schotland | John Collins       | Sporting Charleroi  | 49   |

## Scheidsrechter van het Jaar
Voor de derde keer op rij werd Jérôme Efong Nzolo verkozen tot Scheidsrechter van het Jaar. Hij haalde het nipt voor drie oud-winnaars.

### Uitslag
| Nr. | Land                             | Winnaar            | Ptn. |
| --- | -------------------------------- | ------------------ | ---- |
| 1.  | Vlag van Gabon · Vlag van België | Jérôme Efong Nzolo | 456  |
| 2.  | Vlag van België                  | Frank De Bleeckere | 449  |
| 3.  | Vlag van België                  | Paul Allaerts      | 378  |
| 4.  | Vlag van België                  | Johan Verbist      | 172  |
| 5.  | Vlag van België                  | Tim Pots           | 73   |
| 6.  | Vlag van België                  | Peter Vervecken    | 69   |
| 7.  | Vlag van België                  | Luc Wouters        | 66   |
| 8.  | Vlag van België                  | Stéphane Breda     | 64   |
| 9.  | Vlag van België                  | Serge Gumienny     | 39   |
| 10. | Vlag van België                  | Joeri Van De Velde | 37   |